# BD'Star
BD'Star est une maison d'édition française spécialisée dans la bande dessinée, créée en 1978 et disparue[Quand ?].

## Historique
BD'Star est créée en 1978 par Francis Slomka, journaliste à Antenne 2, responsable du secteur bande dessinée pour la rédaction (Un sur cinq, émission du mercredi après-midi de 1976 à 1979). Il rencontre Michel Lafon, jeune éditeur du magazine Podium pour Claude François. Ensemble, ils se rapprochent de Jean Tabary, auteur d'Iznogoud, orphelin de René Goscinny.
Ils éditent le dernier album de René Goscinny : Je veux être calife à la place du calife, dont la dernière page est un hommage d'Iznogoud à son défunt père. L'attachée de presse Tessa Siegrist les aide à promouvoir l'album qui est le succès de l'été 1978, 100 000 exemplaires étant vendus en deux semaines. Michel Lafon, pressé par des problèmes financiers, détourne les bénéfices à son profit, signant la mort des éditions BD'Star. Francis Slomka et Jean Tabary décident alors de s'associer et fondent en 1979 les Éditions de la Séguinière.